# 男じゃないか 闘志満々
『男じゃないか 闘志満々』（おとこじゃないか とうしまんまん）は、1973年に松竹が製作した日本映画。井上梅次監督。若者、大人それぞれが人生に悩む姿を描いた作品。

## キャスト
- フランキー堺：町田国松
- 森田健作 : 町田武夫
- 沖雅也 : 町田清
- 森昌子 : 早川昌子
- 早瀬久美 : 町田鈴子
- 新藤恵美 : 藤森由紀
- 秋谷陽子 : 藤森京子
- 車だん吉 : 山本龍二
- 夏夕介 : 徳永和男
- 坂上二郎 : カードのジョー

## スタッフ
- 監督 : 井上梅次
- 脚本 : 井上梅次
- 撮影 : 小杉正雄
- 編集 : 太田和夫
- 音楽 : 大森盛太郎

## 併映作品
- 『藍より青く』